# Coahuila y Texas
Coahuila y Tejas var en delstat som bildades 1824 när det första mexikanska kejsardömet efterträddes av förbundsrepubliken Mexikos förenta stater. När Santa Anna 1835 avskaffade förbundsrepubliken och införde en centralstyrd stat gjorde delstaten uppror. Den angloamerikanska befolkningen i Texas utropade 1835 republiken Texas vilken blev de facto en självständig stat. Coahuila ingick 1840 i Republiken Rio Grande, ett kortlivat försök att bryta sig fri från Mexiko.

## Gränser
Delstaten bestod av de tidigare spanska provinserna Coahuila och Texas. Det betydde att området kring El Paso i nuvarande Texas tillhörde delstaten Chihuahua och området kring Laredo i nuvarande Texas tillhörde delstaten Tamaulipas.

## Statsskick och administration
Delstaten styrdes av en guvernör och en lagstiftande församling om 12 ledamöter, av dessa kom tio från Coahuila och två från Texas. Huvudstad var Saltillo vilken låg i de södra delarna av Coahuila, mer än 1200 km från dess nordligaste gräns. Monclova blev 1833 huvudstad. Delstaten var indelad i flera departementos under en jefe político. Dessa var i sin tur indelade i municipios styrda av en alcalde och en ayuntamiento.

## Bilder

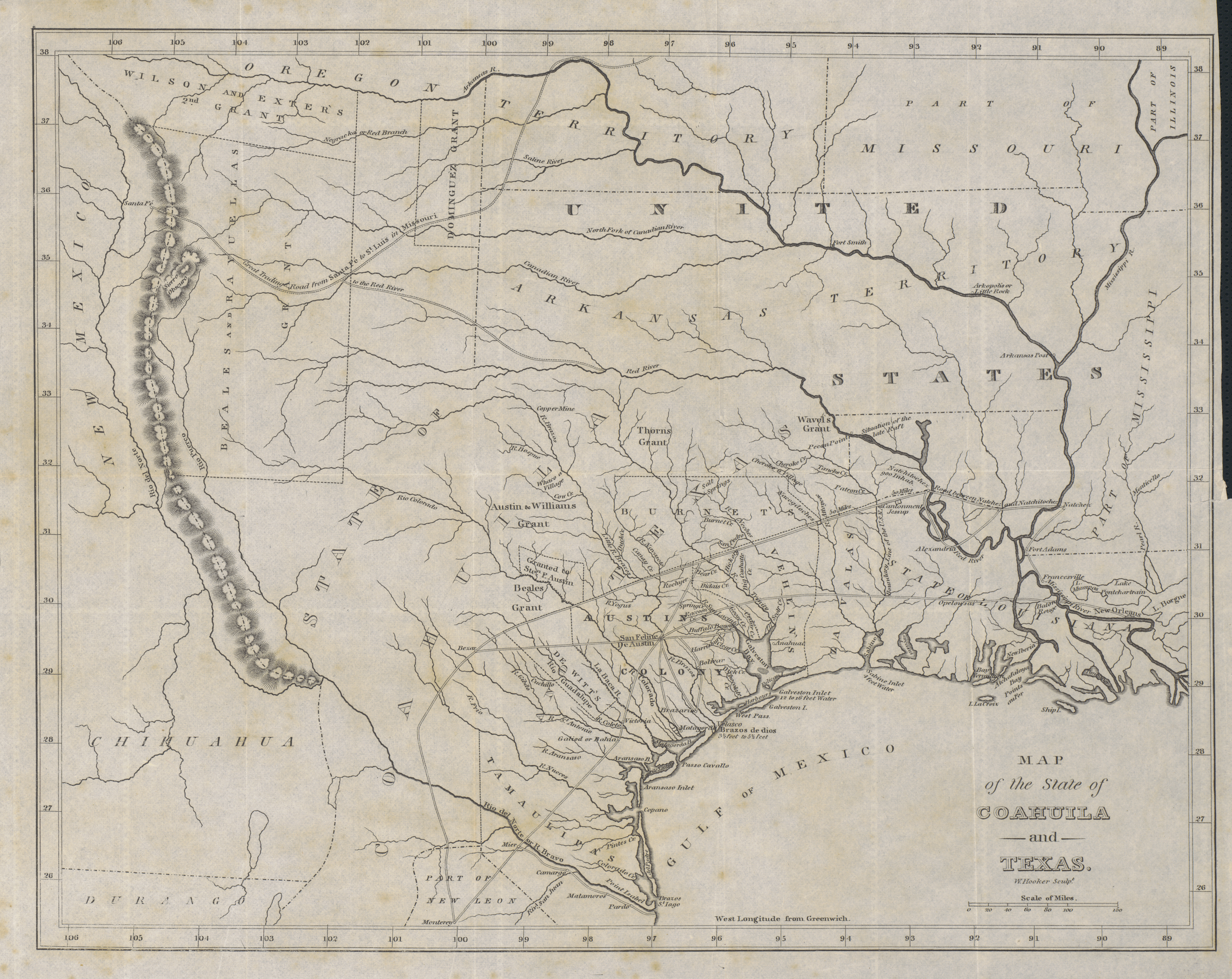
1833
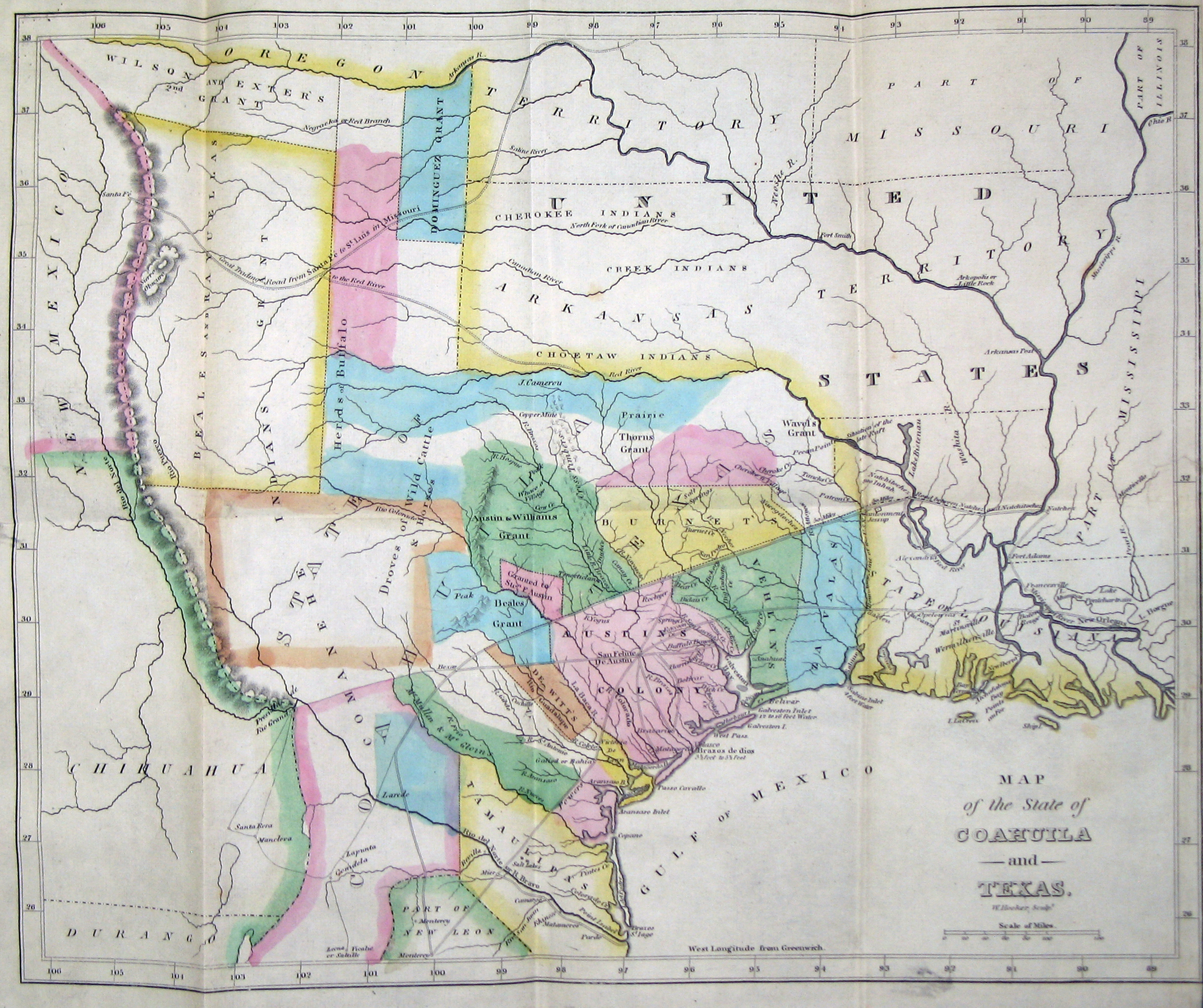
1834
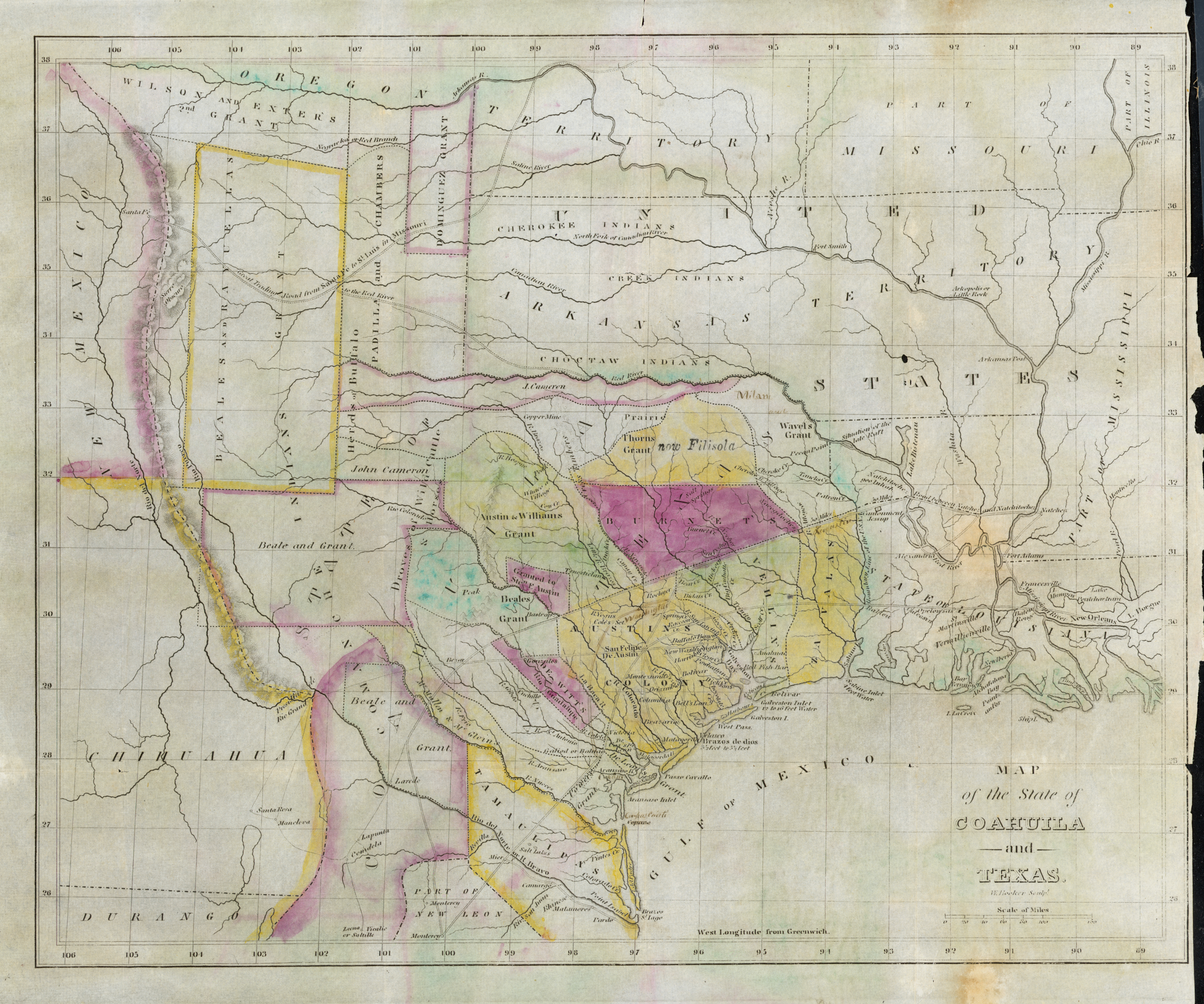
1836